# Письменницька творчість Василя Селезінки
Письменницька творчість Василя Селезінки

## Основні факти життєпису
Василь Михайлович Селезінка (*14 жовтня 1933, Іспас Горішній) — актор, письменник, журналіст, театральний і телевізійний режисер, театральний критик, музикант, педагог, краєзнавець, громадсько-культурний діяч.
Закінчив з відзнакою акторський факультет Київського театрального інституту імені Карпенка-Карого (1956), журналістський факультет  Львівського національного університету імені Івана Франка (1967) та режисерські курси в м. Ленінграді (1968) і в м. Києві (1973).

## Огляд письменницької творчості
Не можна сказати, коли «почався» Василь Михайлович Селезінка як письменник — можливо в молодших класах школи, коли написав декілька п'єс, організував (зрежисерував) їх виконання і сам виконав деякі ролі (мало хто знає, що перший вагомий твір він написав у 5 класі. То була вертепна драма «Украдений син», котру зіграли вчителі, після чого Василя прозвали вундеркіндом).

Зараз у нього шість виданих книг і декілька десятків творів, надрукованих в періодичних виданнях. 

Працюючи довгі роки у театрі і на телебаченні і багато спілкуючись з різними людьми, Василь Селезінка помічав смішні, курйозні життєві випадки, нотував їх та акуратно складав у папку. Художньо опрацьовані пригоди та історії з життя буковинців стали основою для гумористичної книги «Грабовий масаж». 

Згодом він підготував книгу про історію становлення телебачення на Буковині — «Світло Цецинської гори» (на найвищій буковинській горі Цецино, на околиці Чернівців, побудовано телевізійний центр і передавальну вежу) і книгу в двох томах про унікальність Чернівців -„Місто моєї любові“ — за матеріалами ста тридцяти п'яти авторських телевізійних програм.
„- Ідею надрукувати «Місто моєї любові» мені запропонували глядачі, які запитували, чи не можна мою програму на телебаченні викласти на папір, — розповідає автор. — Люди прагнули повернутися до певної теми і поміркувати над нею. Загалом я зробив 135 телепередач. До них запрошував різних фахівців: істориків, архітекторів, мистецтвознавців, археологів, колекціонерів…Своєю книгою я хочу нагадати, що Чернівці — це не «маленький Париж», і не «маленький Відень» чи «Єрусалим над Прутом», а самодостатнє місто. Такого ж ніде немає! За буденними клопотами ми не помічаємо багатьох деталей і їх краси. Йдемо собі, дивлячись під ноги на сірий тротуар, і байдуже, що в місті нашому одних левів і лев'ячих голів є понад півсотні, а олімпійських богів та богинь іще більше“.

Основою книги «Золотої нитки не згубіть» (це слова Ольги Кобилянської) стали найкращі журналістські статті, нариси і замальовки Василя Михайловича.. Читач має можливість довідатись про хвилюючу історію січових стрільців та їх пісень, яку роль вони зіграли у людських долях, цікаві розповіді про символи України, її захисників і героїв, про відомих буковинців, з якими проводив інтерв'ю Селезінка: відомого актора і режисера Івана Миколайчука, композитора Володимира Івасюка, народних артистів України Петра Міхневича та Галину Янушевич, автора відомої пісні Черемшина (пісня) Василя Михайлюка, співака Назарія Яремчука та інших. В книгу також ввійшла інсценізація останнього великого (замовчуваного) роману Ольги Кобилянської «Апостол черні».

Книга «Житіє і нечиста сила» про тих, хто зустрічався на життєвій дорозі.

Для літературного театру «Слово» Будинку естетики та дозвілля Чернівців В.Селезінка написав понад 10 п'єс та композицій: «Місто моєї любові та смутку», «Україна в огні», «Чари кохання», «На Олімпі солов'ї», «Юрко з Америки вернувся», «Місто, де я народився» та ін.
У Коломийському академічному обласному драматичному театрі(м.Коломия) поставлено дві його п'єси для дітей: «Пес Бровко та вовк Братко», «Дармоїди». Третя, «Вітрова донька», і п'єса для дорослих «Дон Жуан з Коломиї» чекають черги.

Василь Селезінка керує Народним літературним театром Будинку естетики та дозвілля. Нещодавно (в 2008 році) тут презентували зрежисовану ним п'єсу «Уклін Чернівцям» — своєрідний подарунок місту до ювілею.

Він і дальше продовжує щодня працювати за письмовим столом. Жартує — «коли працював — не вистачало часу, а коли пішов на пенсію — його зовсім не стало».

На запитання про хобі, Василь Михайлович теж відповідає жартома: «Коли бачу шматок білого паперу — гину писати»".

## Літературні твори В.Селезінки
1. Селезінка В. Грабовий масаж. Усмішки та фрашки-придибашки. — Чернівці:Буковина, 2006. — 223 с.
2. Золотої нитки не згубіть. — Чернівці:Буковина, 2000. — 254с.

3. Селезінка В. М. Місто моєї любові. — Чернівці: Крайова освіта, 2002. — Ч. 1. — 352 с.

4. Селезінка В. М. Місто моєї любові. — Чернівці: Крайова освіта, 2008. — ч.2. — 440 с.

5. Довгий В.,Селезінка В. Світло Цецинської гори (штрихи до історії Чернівецької студії телебачення): [історико-публіцистичне видання] / В.Довгий, В. Селезінка. — Чернівці: Ратуша, 2003. — Ч.1. — 240с.

6. Селезінка В. А все через бензин: [новорічний жарт] // Мол. буковинець. — 1994. — 26 грудн.-1 січ. (№ 1).- С.8.

7. Селезінка В. Батьки і … абітурієнти: [усмішки з натури] // Мол. буковинець. — 1976. — 15 серп. (№ 98). С.4.

8. Селезінка В. Бувалиці // Для вашого здоров'я. — 1994. — № 3. — С. 10.

9. Селезінка В. Гей ви, гуси … [усмішки] // Мол. буковинець. — 1975. − 1 січ. (№ 11). С.4.

10. Селезінка В. Дьордій — рекетир: [фрашка-придибашка] // Час. — 1992. − 10 січ. (ч.2).- С.6. 

11. Селезінка В. Запрошення. Проклята: [фрашки-придибашки] // Час. — 1992. − 27 берез.(ч.13). — С. 6.

12. Селезінка В. І не згадуйте мене: [усмішка] // Рад. Буковина. — 1986. — 29 листоп.(№ 229). -С.4; 1992 . — 23 листоп.

13. Селезінка В. Карусель: [гумореска] // Мол. буковинець. — 1990. — 23 груд.(№ 52). — С.8.

14. Селезінка В. Квітневі усмішки // Буковина. — 2003. — 2 квіт.

15. Селезінка В. Крах ерудита: [усмішка] // Мол. буковинець. — 1987. — 1 січ. (№ 1).- С.4.

16. Селезінка В. Курортний соловей: [фрашка-придибашка] // Час.1993. — 22 жовт. (ч.53). — С.6. 

17. Селезінка В. Модна сукня: [фрашка-придибашка] // Час. — 1992. − 14 лют. (ч.7). С. 6.

18. селезінка В. На фазенді: [гумореска] // Буковина. — 2005. — 30 берез.

19. селезінка В. Новорічно — різдвяна феєрія // Буковина. — 2006. — 18 січ.

20. Селезінка В. Ну й водій [фрашка-придибашка] // Рад. Буковина. — 1987. — 6 грудн.(№ 233). — С. 4. 

21. Селезінка В. Пес не впізнав; Сучасна внучка: [фрашки-придибашки] // Буковина. — 2003. — 1 квітня

22. Селезінка В. Рідний бізнесмен!: [фрашка-придибашка] // Буковина. — 1993.- 29 груд. (№ 109). — С.4.

23. Селезінка В. Розпущений дьордій // Час. — 1991. — 4 жовт. (ч.40). — С. 6.

24. Селезінка В. Святий Миколай: [п'єса] // Глогорожечка: книга для читання дітям
дошкільного та молодшого шкільного віку. — Чернівці, 2003. — С. 80-91.

25. Селезінка В. Скарбничка. Сергійка — говорійка: [усмішки] // Культура і життя. — 1987.
— 1987. — 6 груд. (№ 49). — С. ;.

26. Селезінка В. Складна математика: [гумореска] // Мол. буковинець. 1987. — 19 груд.(№ 152). — С. 4.

27. Селезінка В. Скринька Діда Мороза: [усмішка] // Мол. буковинець. — 1987. — 29 груд. (№ 156). — С. 4.

28. Селезінка В. Сюрпризи: [усмішка] // Рад. Буковина. — 1988. — 19 берез. (№ 55). — С.4.

29. Селезінка В. Тай проміняв жінку: [есе — усмішка про «сизого змія»] // Час. — 1993.- 15 лип.- (ч.37). — С.4.

30. Селезінка В. Три правди екстрасенса [усмішка] // Час. — 1992. — 29 трав.(ч.22). С.6.

31. Селезінка В. У чім причина ?: [жарт] // Укр. Ластівка. − 2005. — № 1-4. — С.38.

32. Селезінка В. Уривок з листа // Сав'юк М. Марія, любов моя … — Коломия, 1995. — 45-46.

33.Селезынка В. Чернівецькі фрашки-придибашки // Мол буковинець. — 1990. — 21-27 жовт.(№ 43). — Краянин.- (№ 9; № 10; № 48.- С.4.

34. Селезінка В. Що то весна!: [гумореска] // Час. — 1992.-4 верес. (ч.36). — С.6.

35. Селезінка В. Як Антонівну «жулик» скомпроментував: [гумореска] // Червоний прапор. — 1960. — 26 листоп. (223). — С.4.

36. Селезінка В. Як ми рибу глушили: [гумореска] // Чернівці. — 1992. — 10 лип. (№ 28). — С. 8. 

37. Селезінка В. Як ярмаркували …; Порада; Кумова гризота; То такі роки; Газда; Як ліпше?; Різні настрої; Усе гаразд: [фрашки] // Час. — 1992. — 29 трав. (ч.22). — С.6.

## Рецензії на літературні твори В. Селезінки
- Росинська О. Фрашки-придибашки від Василя Селезінки//Свобода слова.-2006.- 26 жовтня (ч. 42).- С. 18.
- Глід В. Грабовий гумор на всі випадки // Буковинський журнал.- 2007.- ч.1.- С.214.
- Від трагічного до смішного …[про книжку «Грабовий масаж», фото] // Відродження.-

2007.- 1 лют. (ч. 2). — С. 2.
- Шевченко Г. Сміх — то душевний сік // Буковина.- 2007. 3 лип. (№ 49).- С.3.
- Михайловський В.Чистота людської сповіді // Буковина.- 2001.- 7 листоп. (№ 84).- С.3.
- Гнеп М. «Золотої нитки не згубіть»: [про книгу] // Голос краю.- 2001.-28 груд. (№ 575).- С. 4.
- Янушевська Л. «Ми закохані у Вашу поетичну книгу про Україну» // Буковина.- 2006.- 3 лют. (№ 10).- С. 3.
- Щербанюк Л. Місто його любові // Буковин. Віче. — 2003.-24 жовт. (№ 81). — С. 3.
- Заремба М. Щемливий портрет рідного міста: [про кн. В.Селезінки «Місто моєї любові» ч. 2] // Чернівці.- 2008.- 9 трав. (ч.19). С. 5.
- Легка мандрівка у часі і просторі: [про вихід 2-ї част. Кн. В.Селезінки «Місто моєї любові»] // Свобода слова.- 2008.- 14 лют. (ч.6).- С. 18.

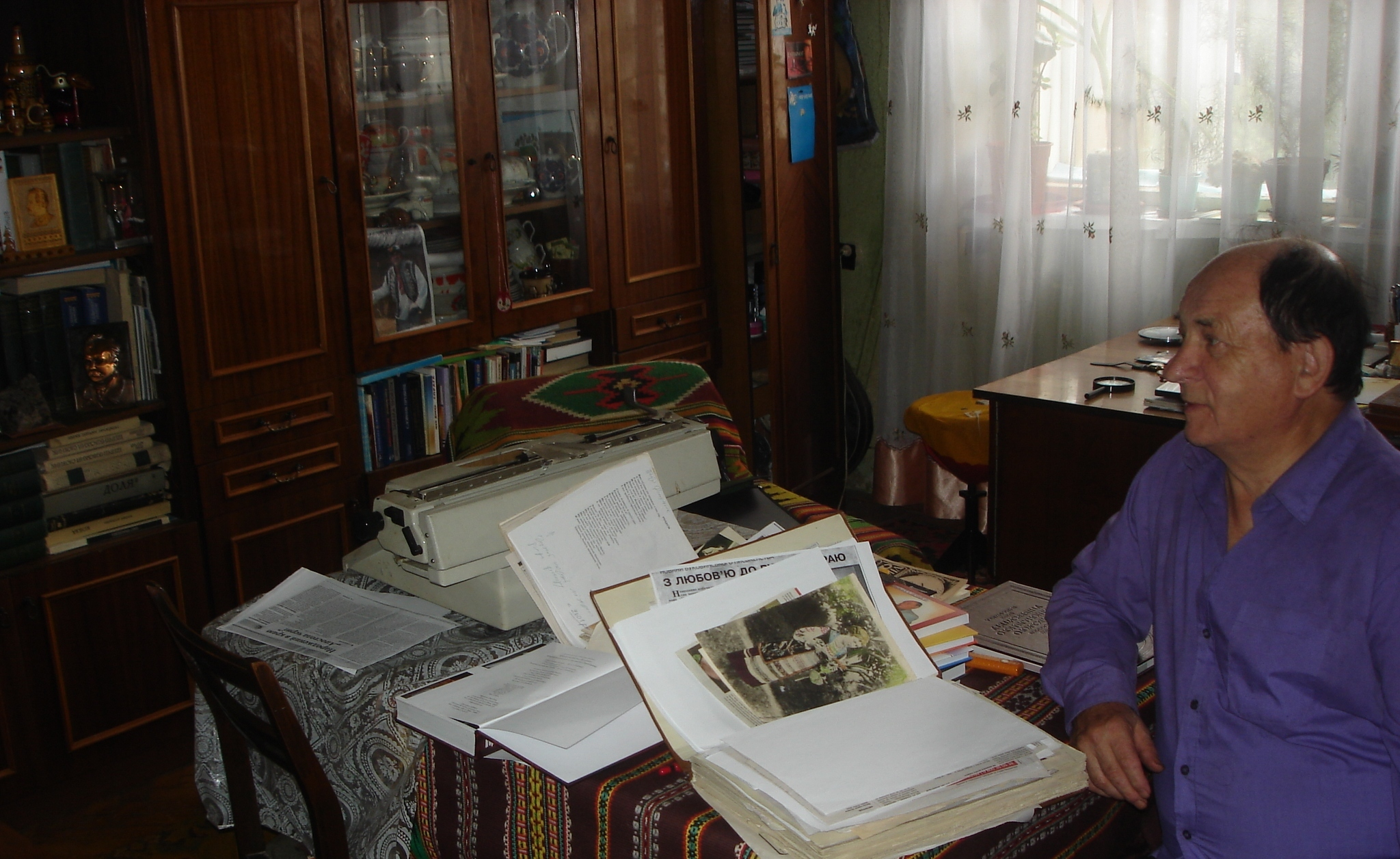
Василь Михайлович Селезінка в своєму домашньому робочому кабінеті (2010 рік)

## Зноски
1. ↑   Мартинюк М.Дві музи Василя Селезінки // Свобода слова.- 2003.- ч.97(119), 27 листопада.- С. 15